# 伊集院町妙円寺
伊集院町妙円寺（いじゅういんちょうみょうえんじ）は、鹿児島県日置市の大字。旧日置郡伊集院町妙円寺一丁目から妙円寺三丁目。郵便番号は899-2503。人口は6,077人、世帯数は2,208世帯（2020年10月1日現在）。

## 地理
日置市の北部の丘陵地に位置している新興住宅地である。字域の北方は伊集院町桑畑、伊集院町下神殿、北方から西方にかけては伊集院町野田、南方は伊集院町徳重、南方から東方にかけては伊集院町郡、西方には伊集院町寺脇が接している。
伊集院町妙円寺一丁目から三丁目までの全域は妙円寺団地として丘陵地に造成された新興住宅地であり、1988年（昭和63年）までに面積150万m2、約2,800戸が鹿児島県住宅供給公社によって分譲された。
教育施設は中央部に日置市立妙円寺小学校がある。また、東端には鹿児島県道304号仙名伊集院線が南北に通っている。

## 歴史
1979年（昭和54年）10月8日に妙円寺団地の区域にあたる区域において大字が設置され、大字郡（現在の伊集院町郡）のうち字立野・宇都平・中迫・分亀・舟床原・木原迫・中木原・木原ノ原、大字徳重（現在の伊集院町徳重）のうち字西原・内尾迫・一本松・大木原・鬼ヶ瀬戸・長迫・平原ノ上、大字野田（現在の伊集院町野田）のうち字小堀・東原、大字下神殿（現在の伊集院町下神殿）のうち字尾見鳥の各一部より「妙円寺一丁目」、大字徳重のうち字後ノ迫・小木原・今平・西原・長迫・崩掛・平原、大字野田のうち字永宇都・中迫・川畔・細筆・小堀・東原・川路山・西原の各一部より「妙円寺二丁目」、大字徳重のうち字一本松、大字野田のうち東原・川路山、大字下神殿のうち字尾見鳥・大字桑畑（現在の伊集院町桑畑）のうち字樋掛・松ヶ迫・桑迫の各一部より「妙円寺三丁目」がそれぞれ設置された。2001年（平成13年）に妙円寺三丁目字井寺下が下神殿字尾見鳥の一部となった。
2005年（平成17年）5月1日に伊集院町が日置郡吹上町、東市来町、日吉町と合併し日置市が成立した。この合併に先立って設置された法定合併協議会である「日置中央合併協議会」において大字名については「字の区域は、現行どおりとし、現行の字の名称の前に当該字の属する合併前の町の名称を付し、字の名称を変更する。」と協定され、旧町名である「伊集院町」を従前の大字名に冠することとなった。合併日の2005年（平成17年）5月1日に鹿児島県の告示である「 字の名称の変更」が鹿児島県公報に掲載された。この告示の規定に基づき即日大字の名称変更が行われ、「妙円寺一丁目」は「伊集院町妙円寺一丁目」、「妙円寺二丁目」は「伊集院町妙円寺二丁目」、「妙円寺三丁目」は「伊集院町妙円寺三丁目」にそれぞれ改称された。

### 字域の変遷
| 変更後                     | 変更年             | 変更前                           |
| -------------------------- | ------------------ | -------------------------------- |
| 大字妙円寺一丁目（新設）   | 1979年（昭和54年） | 大字郡（一部）                   |
| 大字妙円寺一丁目（新設）   | 1979年（昭和54年） | 大字徳重（一部）                 |
| 大字妙円寺一丁目（新設）   | 1979年（昭和54年） | 大字野田（一部）                 |
| 大字妙円寺一丁目（新設）   | 1979年（昭和54年） | 大字下神殿（一部）               |
| 大字妙円寺二丁目（新設）   | 1979年（昭和54年） | 大字徳重（一部）                 |
| 大字妙円寺二丁目（新設）   | 1979年（昭和54年） | 大字野田（一部）                 |
| 大字妙円寺三丁目（新設）   | 1979年（昭和54年） | 大字徳重（一部）                 |
| 大字妙円寺三丁目（新設）   | 1979年（昭和54年） | 大字野田（一部）                 |
| 大字妙円寺三丁目（新設）   | 1979年（昭和54年） | 大字下神殿（一部）               |
| 大字妙円寺三丁目（新設）   | 1979年（昭和54年） | 大字桑畑（一部）                 |
| 大字下神殿字尾見鳥（編入） | 2001年（平成13年） | 大字妙円寺三丁目字井手下（一部） |

## 人口
以下の表は国勢調査による小地域集計が開始された1995年以降の人口の推移である。
| 統計年             | 統計年 | 人口  | 人口 |
| ------------------ | ------ | ----- | ---- |
| 1995年（平成7年）  | [ 11 ] | 4,176 |      |
| 2000年（平成12年） | [ 12 ] | 5,436 |      |
| 2005年（平成17年） | [ 13 ] | 5,616 |      |
| 2010年（平成22年） | [ 14 ] | 5,854 |      |
| 2015年（平成27年） | [ 15 ] | 5,952 |      |
| 2020年（令和2年）  | [ 3 ]  | 6,077 |      |

## 施設

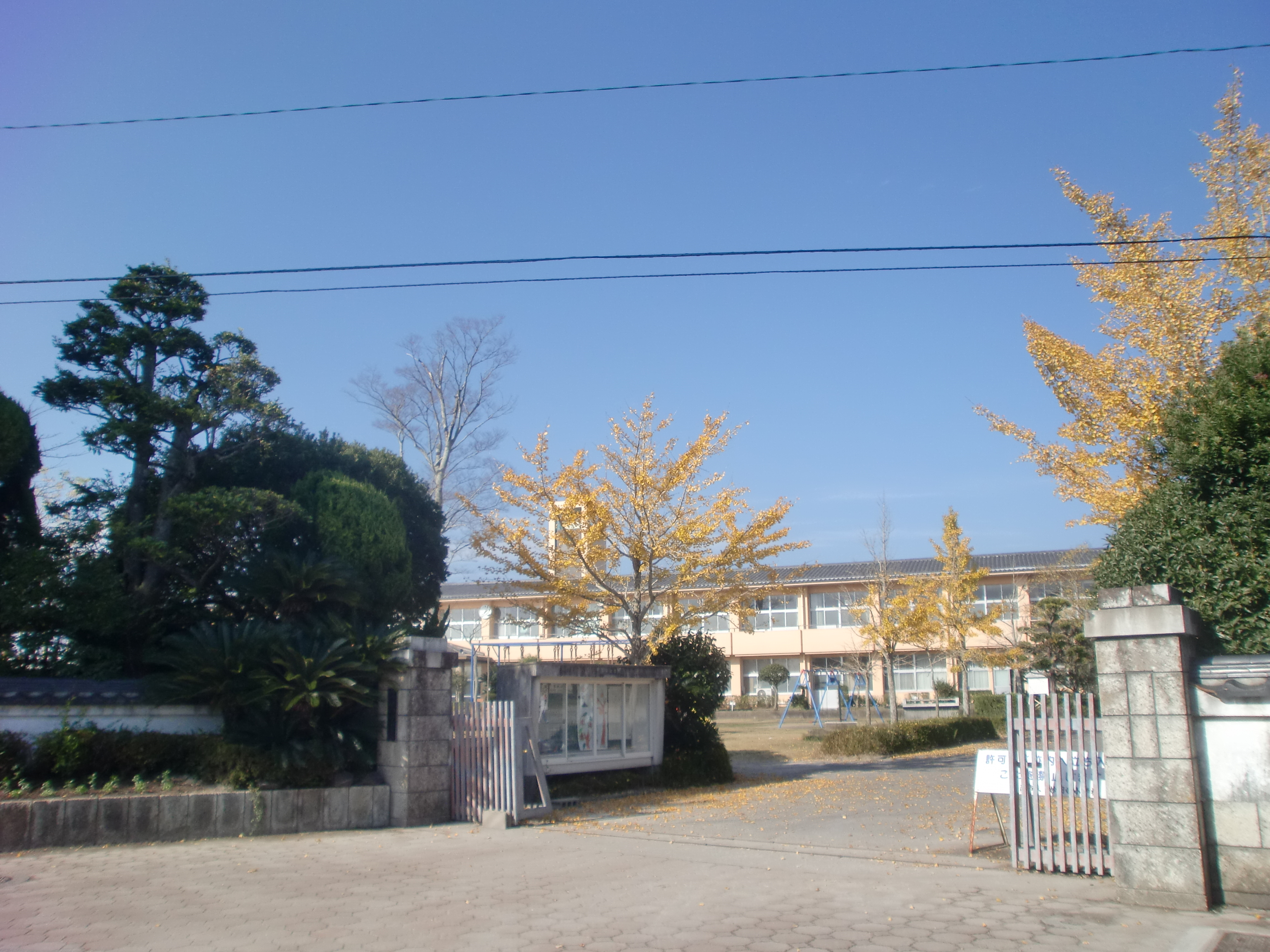
日置市立妙円寺小学校

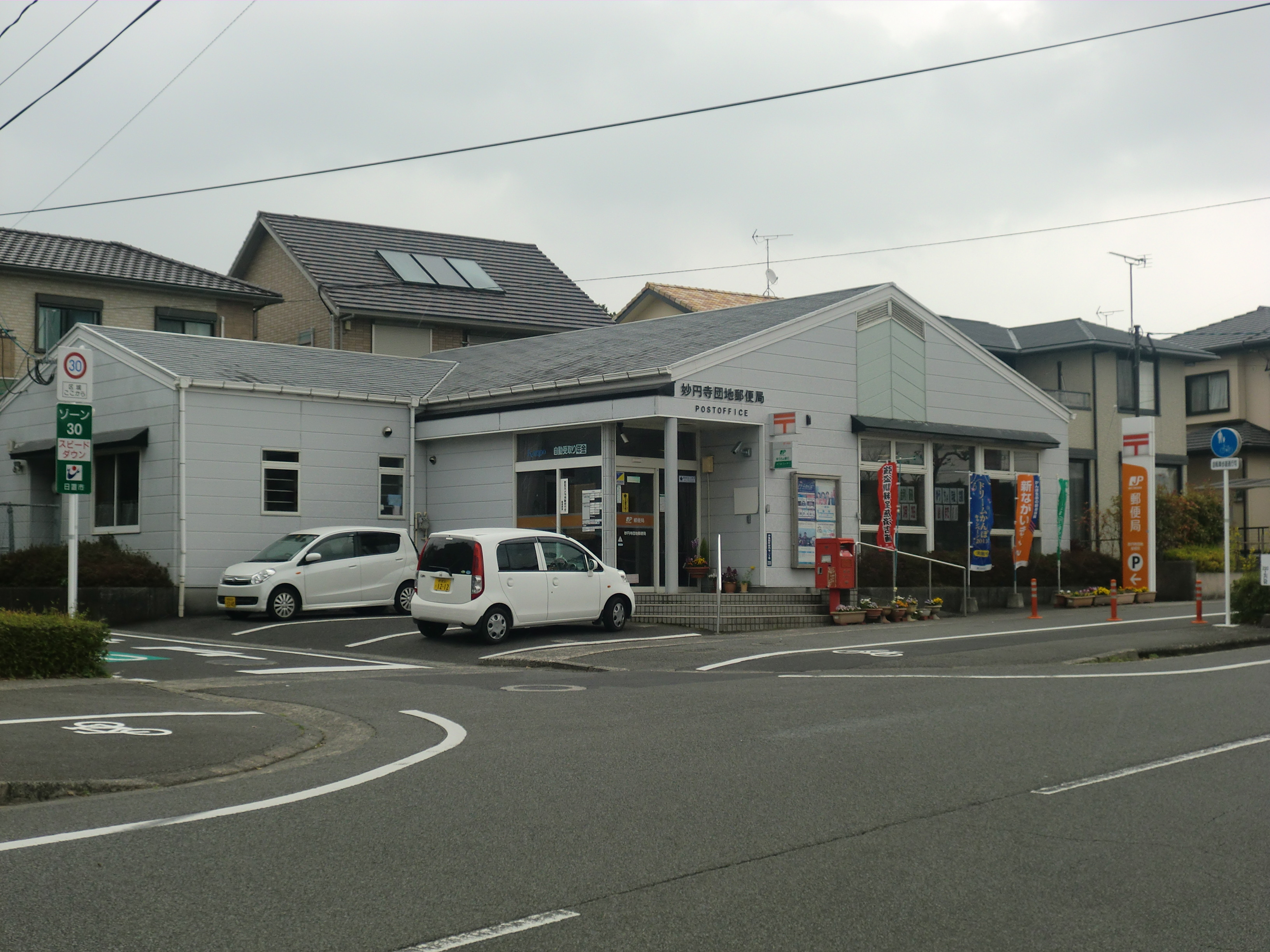
妙円寺団地郵便局

### 公共
- 日置市医師会館臨床検査センター
- 妙円寺中央公園
- 妙円寺児童館

### 教育
- 日置市立妙円寺小学校
- 妙円寺保育園

### 郵便局
- 妙円寺団地郵便局[16]

## 小・中学校の学区
市立小・中学校に通う場合、学区（校区）は以下の通りとなる。
| 大字                 | 番地 | 小学校               | 中学校                 |
| -------------------- | ---- | -------------------- | ---------------------- |
| 伊集院町妙円寺一丁目 | 全域 | 日置市立妙円寺小学校 | 日置市立伊集院北中学校 |
| 伊集院町妙円寺二丁目 | 全域 | 日置市立妙円寺小学校 | 日置市立伊集院北中学校 |
| 伊集院町妙円寺三丁目 | 全域 | 日置市立妙円寺小学校 | 日置市立伊集院北中学校 |

## 交通

### 道路
一般県道
- 鹿児島県道304号仙名伊集院線